# 大塚富夫
大塚 富夫（おおつか とみお、1949年9月20日 - ）は、IBC岩手放送のアナウンサー。

## 経歴
東京都板橋区生まれ（現在の本籍地は埼玉県川越市）。
東洋大学経営学部卒業後、1973年にIBC入社（同期に河辺邦博、後にIBC TOP40でコンビを組む千輝順子）。IBC TOP40のパーソナリティとして県内で人気を博し、「お富」「ポップ大塚」等の異名を取った。その後もトーク番組を中心に活動。近年は朗読に力を入れ、番組『ラジオ文庫』のみならず、県内各地で催される朗読会にも頻繁に出演している。
「IBCラジオチャリティーミュージックソン」では1978年の第1回から2009年の第32回までメインパーソナリティーを担当。長らくIBC本社ロビースタジオで司会を担当していたが、2005年の第28回放送分では初めて本社を離れて「通りゃんせ号」2号車にあんべ光俊と共に乗り込み、一関市から盛岡市まで練り歩きつつ募金を呼びかけた。ただし2007年は病気治療のため（後述）初めて番組の表舞台を離れ、合間を見て出演するにとどまった。2010年の第33回以降はメインパーソナリティーの座を菊池幸見に譲り、自らは各地からの中継を行う形で番組に携わっている。
2007年12月22日の番組内で、自らが甲状腺がんであることを告白した。その後治療を受け、2008年2月より本格的に復帰している。
河辺邦博アナの後任として、2005年8月1日～2009年7月31日まで、アナウンス部長、報道局次長兼アナウンス部長を務め定年退職したが、引き続き嘱託職として在籍し、現役最年長アナウンサーとして活動中である。
第24回（1998年度）アノンシスト賞テレビＣＭ部門で最優秀賞受賞（岩手畜産流通センター）。第27回（2001年度）、第30回（2004年度）アノンシスト賞ラジオ・読みナレーション部門で吉田瑞穂アナと共に優秀賞受賞。

## 現在の担当番組
テレビ
- 金YO!瓦BAN - ナレーション
- 岩手日報IBCニュース

### ラジオ
- IBCラジオ・チャリティー・ミュージックソン（毎年12月24日正午から、翌25日正午まで24時間生放送）
- 大塚富夫のタウン
- ラジオ文庫
- ワイドステーション（木曜担当[2]）

## 過去の担当番組
- IBC TOP40[1]
- 大塚富夫のワンダーランド（「タウン」の前身番組）
- こんにちワイド発射中
- ワイドワイドジャーナル
- ワイド145[1]
- 高橋克彦ワンダーランド
- 大塚富夫の青春グラフィティーあの時君は若かった
- いわてホットライン - 司会は退いたが現在も出演中
- 高校野球中継（実況）
- ラブリーいわて
- ときめきワイド
- ときめきウィークリー
- なるほどざお買い得
- IBC競馬ライブ（MC）
- 焼肉さかだれ〜（日曜 8:45-9:00）

ほか